# Letnji Kamp
Letnji Kamp je srpska reality TV emisija koja se emitira na Nacionalnoj Televiziji Happy, kao nasljednica reality showa Maldivi. Pobjednica prve sezone je Ana Nedeljković, poznatija kao Enn La Rush.
Sudionici ovog reality showa morat će pobijediti u igrama koje im se zadaju svaki dan u dva mjeseca. Sudionici su podijeljeni u dvije ekipe, plavu i žutu ekipu, a svake subote ekipa koja je imala više pobjeda u igrama dobiva privilegiju, dok ekipa koja je izgubila postaje neprivilegirana i ima razne zadatke vezane za čišćenje kampa, izradu hrane i zadovoljavanje protivničke momčadi.
Prva sezona započela je 11. srpnja 2018., a završila je 25. kolovoza 2018. i trajala je 46 dana, tj. 7 tjedana. Pobjednica prve sezone je Ana Nedeljković (Enn La Rush) koja je dobila nagradu od 10.000 eura.

## Vanjske poveznice
- Službena stranica Nacionalne Televizije Happy